# Gobernantes de Italia
Los Gobernantes de Italia son los jefes de Estado y de gobierno a lo largo de la historia del país, desde la unificación hasta la actualidad. Antes de la unificación los distintos territorios que ahora forman Italia tenían diversos sistemas de gobierno, desde la república a la monarquía absoluta. Tras la unificación se instauró una monarquía constitucional regida por el Estatuto Albertino, siendo el Presidente del Consejo de Ministros el jefe de gobierno y el rey el jefe del Estado. Durante el Fascismo en Italia, se mantuvo el sistema vigente siendo Mussolini el primer ministro durante casi todo el periodo. Con el fin del fascismo y el advenimiento de la democracia se instauró una Constitución que establecía al presidente como jefe de Estado y manteniendo al primer ministro como jefe de gobierno.

## Jefes de Estado
Esta posición fue ocupada de 1861 a 1946 por el Rey y de ese año hasta la actualidad ha sido ocupada por el presidente.

### Rey de Italia
Entre la caída del imperio romano y la unificación italiana diversos reyes asumieron el título de Rey de Italia, aunque después del Reino Ostrogodo en el siglo VI ningún rey había reinado sobre toda la totalidad de lo que hoy es Italia. Un referéndum en 1946 acabó con la monarquía decantándose los votantes por la república. La Constitución de 1948 confirmaba el referéndum y además obligaba al exilio a la familia real italiana.
La siguiente tabla contiene los cuatro reyes de Italia tras la unificación. 
|     | Nombre            | Desde | Hasta |
| --- | ----------------- | ----- | ----- |
| I   | Víctor Manuel II  | 1861  | 1878  |
| II  | Humberto I        | 1878  | 1900  |
| III | Víctor Manuel III | 1900  | 1946  |
| IV  | Humberto II       | 1946  | 1946  |

### Presidente de Italia
El Presidente se encarga de velar por la unidad del país y las relaciones entre partidos e instituciones. El puesto fue creado en 1948 por la Constitución, pero desde 1946 existía un presidente provisional.
| #    | Nombre               | Nombre | Nombre | Desde | Hasta                   | Partido                                 |
| ---- | -------------------- | ------ | ------ | ----- | ----------------------- | --------------------------------------- |
| I    | Enrico De Nicola     |        |        | 1946  | 1948                    | Partido Liberal Italiano                |
| II   | Luigi Einaudi        |        |        | 1948  | 1955                    | Partido Liberal Italiano                |
| III  | Giovanni Gronchi     |        |        | 1955  | 1962                    | Democracia Cristiana                    |
| IV   | Antonio Segni        |        |        | 1962  | 1964                    | Democracia Cristiana                    |
| V    | Giuseppe Saragat     |        |        | 1964  | 1971                    | Partido Socialista Democrático Italiano |
| VI   | Giovanni Leone       |        |        | 1971  | 1978                    | Democracia Cristiana                    |
| VII  | Sandro Pertini       |        |        | 1978  | 1985                    | Partido Socialista Italiano             |
| VIII | Francesco Cossiga    |        |        | 1985  | 1992                    | Democracia Cristiana                    |
| IX   | Oscar Luigi Scalfaro |        |        | 1992  | 1999                    | Democracia Cristiana                    |
| X    | Carlo Azeglio Ciampi |        |        | 1999  | 2006                    | Independiente                           |
| XI   | Giorgio Napolitano   |        |        | 2006  | 2015                    | Demócratas de Izquierda                 |
| XII  | Sergio Mattarella    |        |        | 2015  | Presidente en ejercicio | Independiente                           |

## Jefe de gobierno
De 1861 hasta la actualidad el Presidente del Consejo de Ministros ha sido el jefe de gobierno. Es designado por el jefe de Estado pero al necesitar el apoyo del Parlamento de Italia suele ser miembro del partido político más votado.
| Duración del mandato | Presidente del Consejo de Ministros                    |
| -------------------- | ------------------------------------------------------ |
| 1861                 | Camillo Benso, conde de Cavour                         |
| 1861 - 1862          | Bettino Ricasoli                                       |
| 1862                 | Urbano Rattazzi                                        |
| 1862 - 1863          | Luigi Carlo Farini                                     |
| 1863 - 1864          | Marco Minghetti                                        |
| 1864 - 1866          | Alfonso Ferrero, Caballero La-Marmora                  |
| 1866 - 1867          | Bettino Ricasoli                                       |
| 1867                 | Urbano Rattazzi                                        |
| 1867 - 1869          | Luigi Federico Menabrea                                |
| 1869 - 1873          | Giovanni Lanza                                         |
| 1873 - 1876          | Marco Minghetti                                        |
| 1876 - 1878          | Agostino Depretis                                      |
| 1878                 | Benedetto Cairoli                                      |
| 1878 - 1879          | Agostino Depretis                                      |
| 1879 - 1881          | Benedetto Cairoli                                      |
| 1881 - 1887          | Agostino Depretis                                      |
| 1887 - 1891          | Francesco Crispi                                       |
| 1891 - 1892          | Antonio Starabba, Marqués de Rudinì                    |
| 1892 - 1893          | Giovanni Giolitti                                      |
| 1893 - 1896          | Francesco Crispi                                       |
| 1896 - 1898          | Antonio Starabba, Marqués de Rudinì                    |
| 1898 - 1900          | Luigi Pelloux                                          |
| 1900 - 1901          | Giuseppe Saracco                                       |
| 1901 - 1903          | Giuseppe Zanardelli                                    |
| 1903 - 1905          | Giovanni Giolitti                                      |
| 1905 - 1906          | Alessandro Fortis                                      |
| 1906                 | Sidney Sonnino                                         |
| 1906 - 1909          | Giovanni Giolitti                                      |
| 1909 - 1910          | Sidney Sonnino                                         |
| 1910 - 1911          | Luigi Luzzatti                                         |
| 1911 - 1914          | Giovanni Giolitti                                      |
| 1914 - 1916          | Antonio Salandra                                       |
| 1916 - 1917          | Paolo Boselli                                          |
| 1917 - 1919          | Vittorio Emanuele Orlando                              |
| 1919 - 1920          | Francesco Saverio Nitti                                |
| 1920 - 1921          | Giovanni Giolitti                                      |
| 1921 - 1922          | Ivanoe Bonomi                                          |
| 1922                 | Luigi Facta                                            |
| 1922 - 1943          | Benito Mussolini                                       |
| 1943 - 1944          | General Pietro Badoglio (Gobierno Militar Provisional) |
| 1944 - 1945          | Ivanoe Bonomi                                          |
| 1945                 | Ferruccio Parri                                        |
| 1945 - 1953          | Alcide De Gasperi                                      |
| 1953 - 1954          | Giuseppe Pella                                         |
| 1954                 | Amintore Fanfani                                       |
| 1954 - 1955          | Mario Scelba                                           |
| 1955 - 1957          | Antonio Segni                                          |
| 1957 - 1958          | Adone Zoli                                             |
| 1958 - 1959          | Amintore Fanfani                                       |
| 1959 - 1960          | Antonio Segni                                          |
| 1960                 | Fernando Tambroni-Armaroli                             |
| 1960 - 1963          | Amintore Fanfani                                       |
| 1963                 | Giovanni Leone                                         |
| 1963 - 1968          | Aldo Moro                                              |
| 1968                 | Giovanni Leone                                         |
| 1968 - 1970          | Mariano Rumor                                          |
| 1970 - 1972          | Emilio Colombo                                         |
| 1972 - 1973          | Giulio Andreotti                                       |
| 1973 - 1974          | Mariano Rumor                                          |
| 1974 - 1976          | Aldo Moro                                              |
| 1976 - 1979          | Giulio Andreotti                                       |
| 1979 - 1980          | Francesco Cossiga                                      |
| 1980 - 1981          | Arnaldo Forlani                                        |
| 1981 - 1982          | Giovanni Spadolini                                     |
| 1982 - 1983          | Amintore Fanfani                                       |
| 1983 - 1987          | Bettino Craxi                                          |
| 1987                 | Amintore Fanfani                                       |
| 1987 - 1988          | Giovanni Goria                                         |
| 1988 - 1989          | Ciriaco De Mita                                        |
| 1989 - 1992          | Giulio Andreotti                                       |
| 1992 - 1993          | Giuliano Amato                                         |
| 1993 - 1994          | Carlo Azeglio Ciampi                                   |
| 1994 - 1995          | Silvio Berlusconi                                      |
| 1995 - 1996          | Lamberto Dini                                          |
| 1996 - 1998          | Romano Prodi                                           |
| 1998 - 2000          | Massimo D'Alema                                        |
| 2000 - 2001          | Giuliano Amato                                         |
| 2001 - 2006          | Silvio Berlusconi                                      |
| 2006 - 2008          | Romano Prodi                                           |
| 2008 - 2011          | Silvio Berlusconi                                      |
| 2011 - 2013          | Mario Monti                                            |
| 2013 - 2014          | Enrico Letta                                           |
| 2014 - 2016          | Matteo Renzi                                           |
| 2016 - 2018          | Paolo Gentiloni                                        |
| 2018 - 2021          | Giuseppe Conte                                         |
| 2021 - 2022          | Mario Draghi                                           |
| 2022 - en el cargo   | Giorgia Meloni                                         |

- Datos: Q5881826